# All the Colors of the Dark - The Very Best of Death SS
All the Colors of the Dark - The very best of Death SS è una raccolta dei  Death SS, pubblicato nel 2011.

## Descrizione
Venne pubblicato in edizione limitata dal fan club della band nel 2011, con etichetta Under Fire Records.
Il doppio CD contiene 32 canzoni, che ripercorrono vari periodi della storia della band italiana. Contiene anche l'inedita "Revived".

## Tracce

### CD 1
1. The Night of the Witch (7' EP) – 3:36
2. Profanation (7' EP) – 4:38
3. Spiritualist Seance (7' EP) – 4:51
4. Buried Alive (studio, 1982 version) – 2:33
5. Terror – 8:07
6. Vampire – 5:40
7. Horrible Eyes – 5:21
8. Kings of Evil (extended single version) – 4:33
9. Cursed Mama – 5:08
10. In the Darkness (7' EP) – 5:03
11. Heavy Demons (remix single version) – 4:36
12. Inquisitor (album version) – 3:30
13. Where Have You Gone? – 3:30
14. Baphomet – 4:48
15. Chains of Death (1995 version) – 5:27
16. Black and Violet (1995 version) – 4:51

### CD 2
1. Straight to Hell (maxi EP) – 3:10
2. Baron Samedi – 5:59
3. Guardian Angel – 4:35
4. Scarlet Woman – 5:40
5. Come to the Sabbath (cover dei Black Widow) – 5:27
6. Let the Sabbath Begin – 4:33
7. Hi-Tech Jesus – 4:28
8. Lady of Babylon – 5:07
9. Panic – 5:42
10. Transylvania (single version) – 4:10
11. Sinful Dove – 4:50
12. Pain (single version) – 4:10
13. Give 'em Hell – 4:09
14. Der Golem – 4:49
15. S.I.A.G.F.O.M. – 6:06
16. Revived (unpublished track, 2010) – 4:26